# پازه‌والک
شهر پازواک (به آلمانی: Pasewalk) در ایالت مکلنبورگ-فورپومن در کشور آلمان واقع شده‌است.